# IC 3952
IC 3952 — галактика типу E (еліптична галактика) у сузір'ї Гончі Пси.
Цей об'єкт міститься в оригінальній редакції індексного каталогу.